# 152217 Akosipov
152217 Akosipov este un asteroid din centura principală de asteroizi.

## Descriere
152217 Akosipov este un asteroid din centura principală de asteroizi. A fost descoperit pe 10 septembrie 2005 la observatorul astronomic din Andrușivka. Asteroidul prezintă o orbită caracterizată de o semiaxă mare de 2,37 ua, o excentricitate de 0,17 și o înclinație de 5,6° în raport cu ecliptica.